# Рубинштейнская улица
Рубинште́йнская улица — улица в Петергофе Петродворцового района Санкт-Петербурга. Проходит от Собственного и Санкт-Петербургского проспектов до Манежной улицы и бульвара Красных Курсантов.

## История
Наименование Рубинштейнская улица было присвоено проезду от Манежной улицы до дороги из Ораниенбаума в Санкт-Петербург (ныне Ораниенбаумское шоссе) в Петергофе в 1894 году после смерти композитора А. Г. Рубинштейна, имевшего здесь дачу. Однако затем Рубинштейнская улица была включена в состав бульвара Красных Курсантов и Ораниенбаумского шоссе.
25 июля 2012 года фрагменту улицы Красных Курсантов от Манежной улицы до перекрёстка Собственного и Санкт-Петербургского проспектов было возвращено название Рубинштейнская улица. Другой бывший фрагмент Рубинштейнской улицы — часть Ораниенбаумского шоссе от перекрёстка Знаменской улицы и Собственного проспекта до Нижней дороги — стал Ораниенбаумским спуском.